# Безопасный порт
Безопасный порт (англ. safe port) — условие договора фрахтования по которому фрахтователь гарантирует судовладельцу безопасное пребывание судна в согласованном порту.
Порт должен быть безопасным в момент захода в него судна, во время пребывания судна в порту и при выходе из него, а также в момент, когда судну дается указание следовать в порт.
В соответствии со ст. 126 Кодекса торгового мореплавания РФ, если фрахтователем указан порт погрузки, не являющийся безопасным, перевозчик вправе отказаться от исполнения договора морской перевозки груза и потребовать возмещения убытков.